# Liebfrauenkirche (Frankenberg an der Eder)

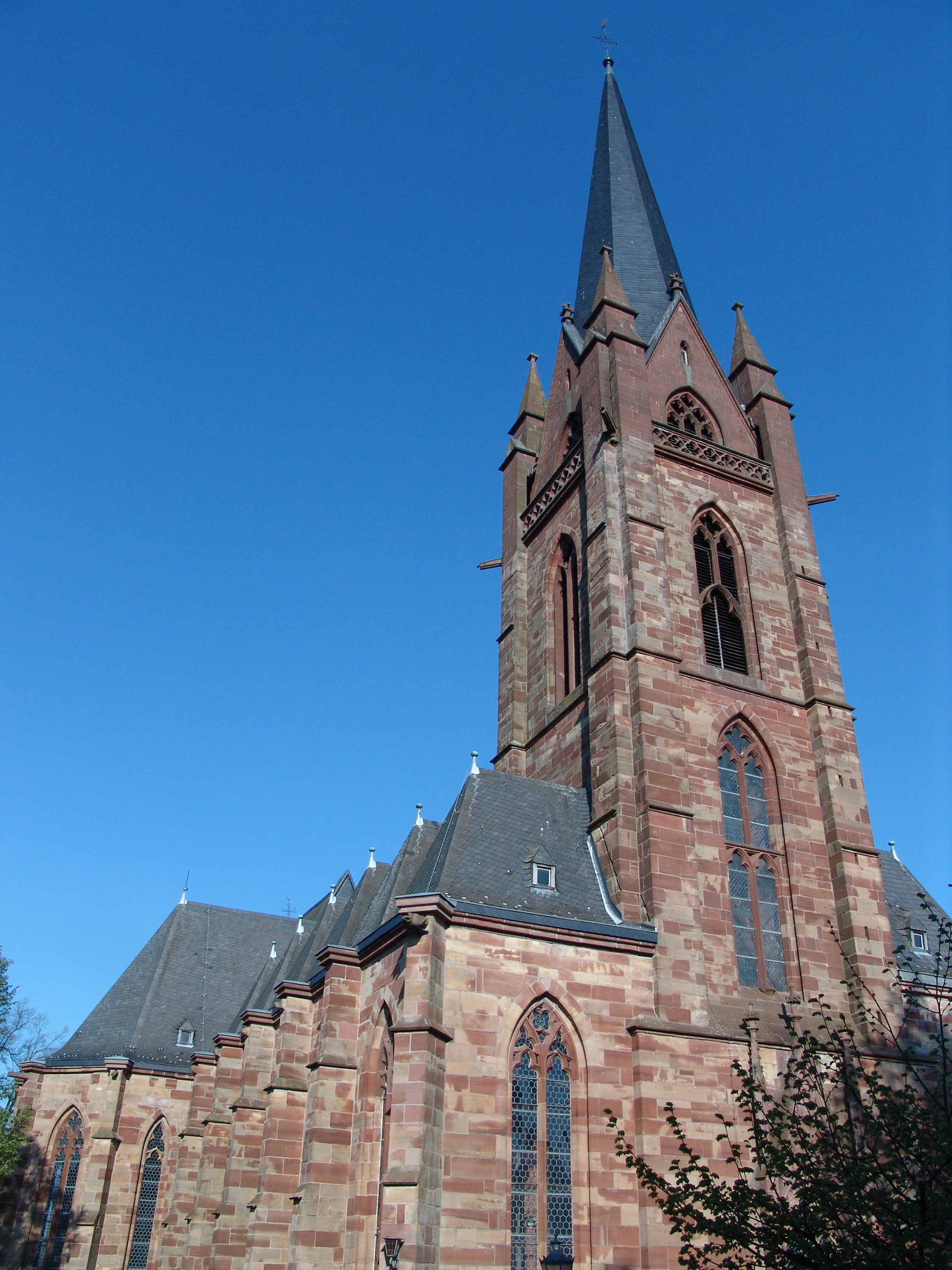
Turm der Liebfrauenkirche

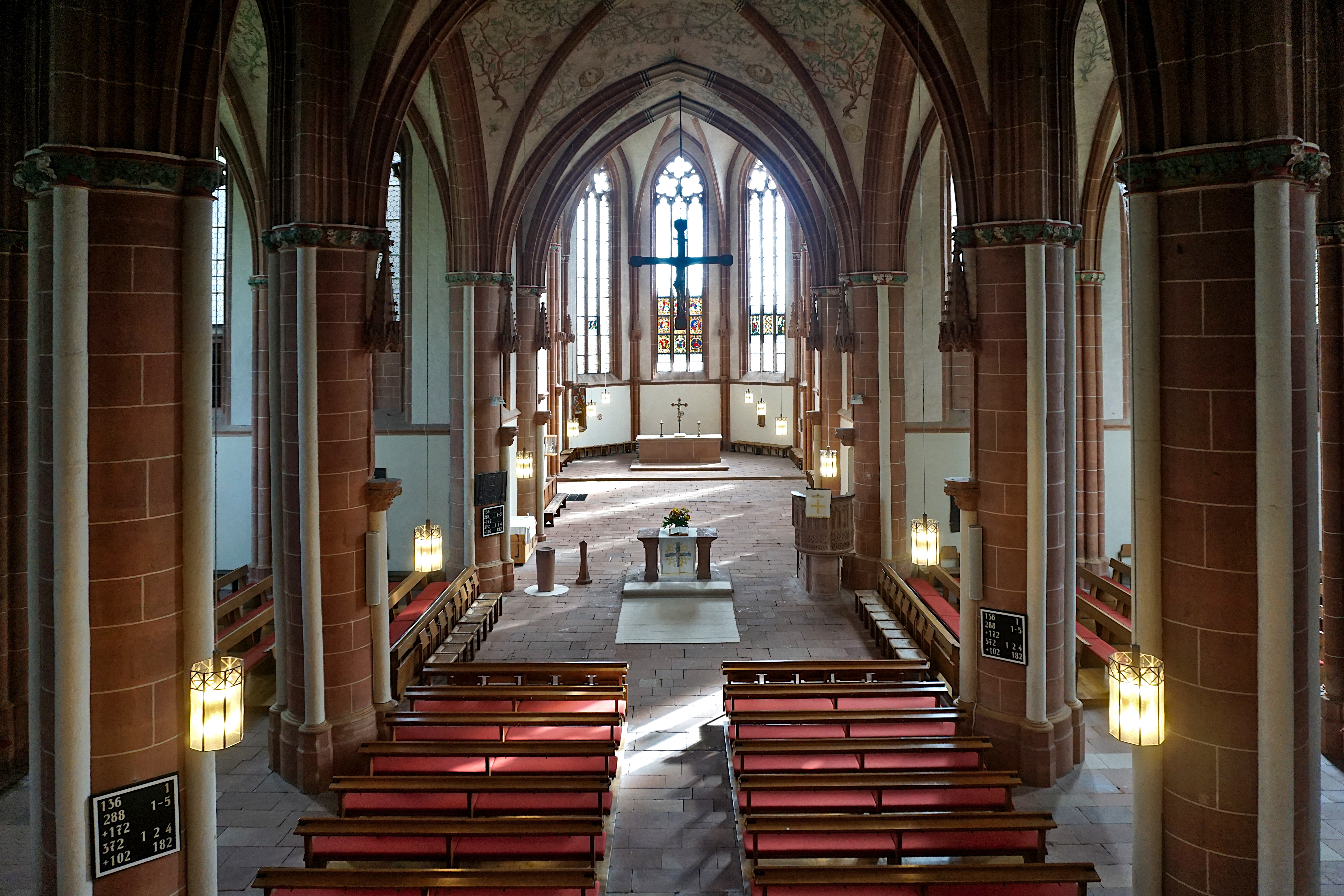
Liebfrauenkirche innen

Die Liebfrauenkirche ist ein Kirchengebäude in Frankenberg im Landkreis Waldeck-Frankenberg in Nordhessen.

## Geschichte

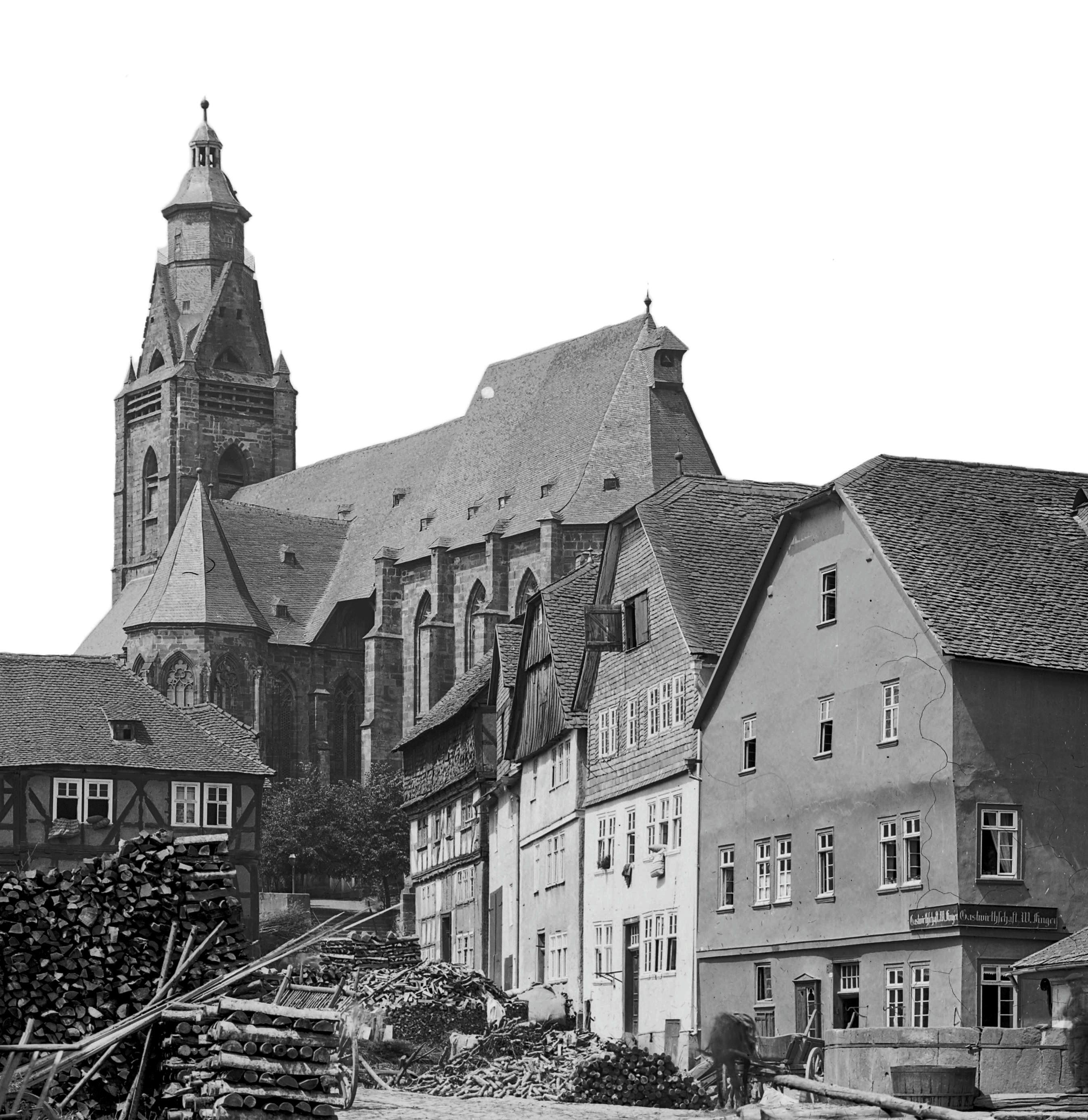
Liebfrauenkirche um 1880 noch mit welscher Haube

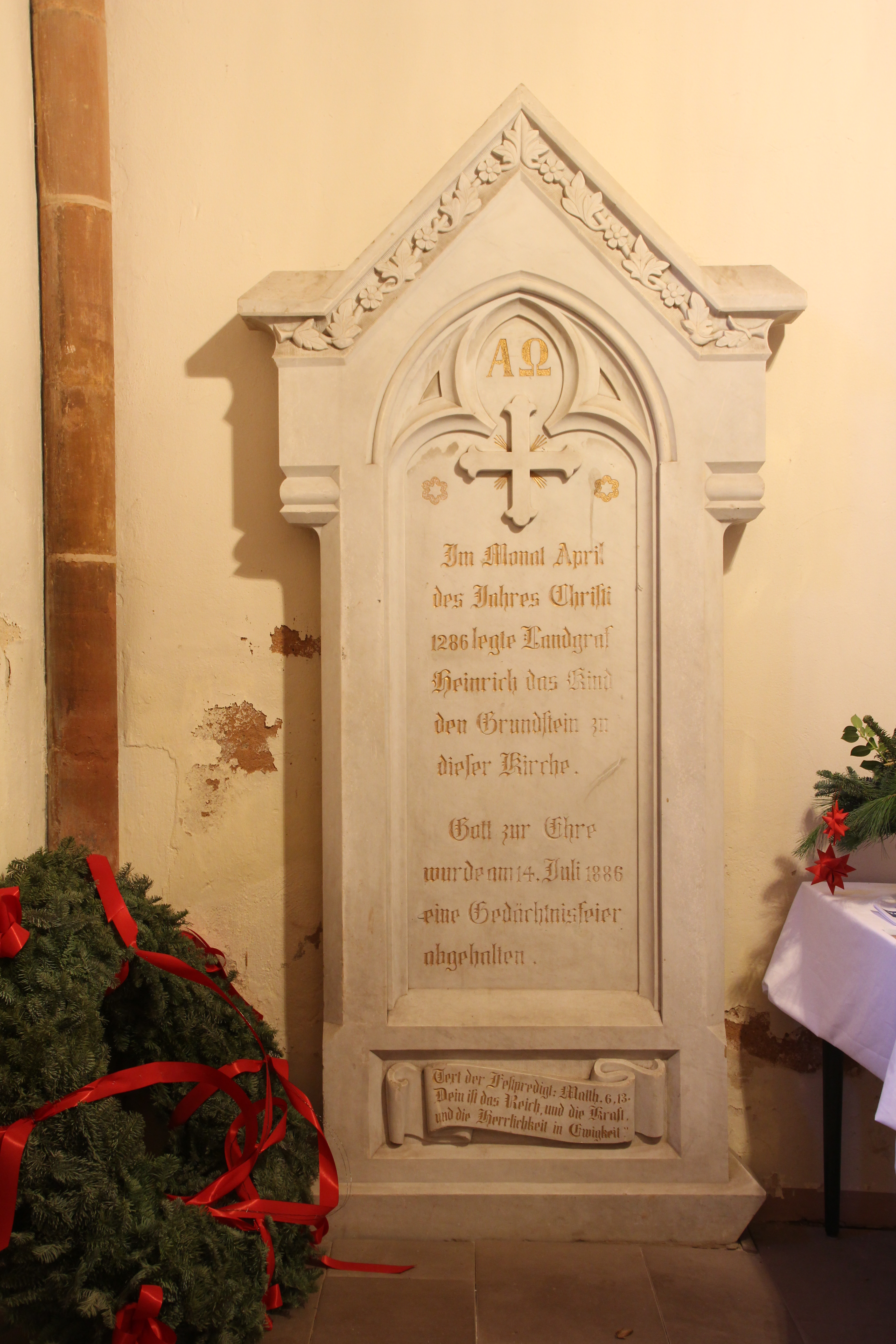
Gedenkstein an die Grundsteinlegung 1286

Die dreischiffige Liebfrauenkirche wurde 1286 nach dem Vorbild der Elisabethkirche in Marburg in gotischer Bauweise errichtet. Es wird vermutet, dass die gesamte Bauhütte von Marburg nach Frankenberg umzog, um dort auf Wunsch des Landgrafen Heinrich I., des Enkels der Heiligen Elisabeth, die Kirche zu errichten. Auf einem Gedenkstein im Eingangsbereich heißt es: „Im Monat April des Jahres 1286 legte Landgraf Heinrich das Kind den Grundstein zu dieser Kirche“. Geweiht wurde die Kirche „Unserer lieben Frau, der Gottesmutter“. Mit 60,40 m Länge, einer Gesamtbreite von 17,40 m und einem 61,30 m hohen Turm entstand eine Kirche mit beachtlichen Ausmaßen.

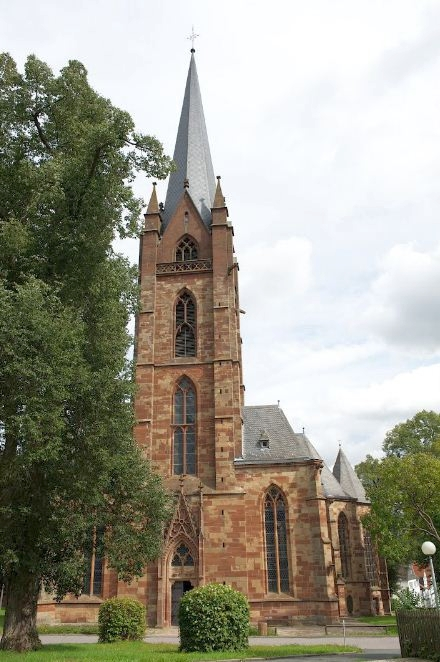
Liebfrauenkirche mit Park

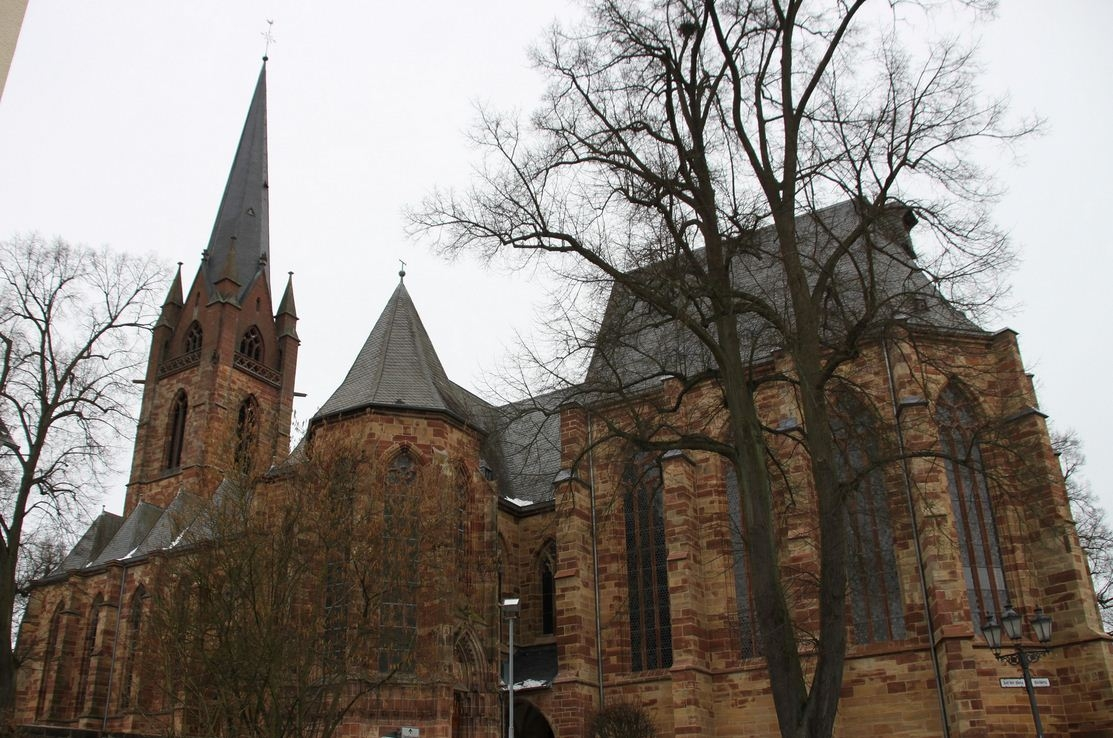
Längsschiff

Der wertvollste Teil der Kirche, die angebaute Marienkapelle des Tyle von Frankenberg mit ihrer 6,50 m hohen steinernen Altarwand, wurde um 1380 fertiggestellt. Die wahrscheinlich kostbare und umfängliche Erstausstattung wurde 1476 bei einem verheerenden Brand vollkommen zerstört. Der Chronist Wigand Gerstenberg, der Augenzeuge dieser Katastrophe gewesen ist, berichtet in seiner Chronik darüber:
- „Nun begann das Feuer an der Pfarrkirche, zuerst an dem kleinen Turm auf dem Chor. Dieser Turm war ganz und gar mit Blei gedeckt; das schmolz alles weg, so dass Blei aus dem Umgang zu den Wasserzotten herausronn, gleich als ob es regnete. Zuletzt gerann das Blei und blieb an den Zotten hängen in Mannslänge wie Eiszapfen. Und nun erhob sich das Feuer an dem Firstbaum und brannte herab bis auf den Chor. Dann kam es weiter an die Kirche und an die Kapelle Unserer lieben Frauen. Das verbrannte alles. Weiter kam es an den großen Turm. Da verbrannte die köstliche gute Glocke, die den Ruhm hatte im ganzen Land zu Hessen und weiter. Dazu verbrannten andere gute Glocken, so dass in der Pfarrkirche verbrannten sieben gute Glocken. Auch geschah großer Schaden an den Glasfenstern, weil das Blei und das Gelöt schmolz und herabrann. Danach wohl um die Mitternacht kamen etliche junge gelehrte Gesellen mit großer Mühe durch das Feuer bis an die Pfarrkirche und wollten nachsehen, wie es darinnen zugegangen sei mit dem Heiligtum und anderen Dingen. Da fielen glühende Kohlen und das Feuer von oben herab durch die Löcher im Gewölbe und fielen auf die Altäre, in die Bänke, auf die Orgel und in die Uhr, die begann zu glimmen. Da nahmen die Gesellen das Weihwasser aus den Becken und löschten damit.“[1]

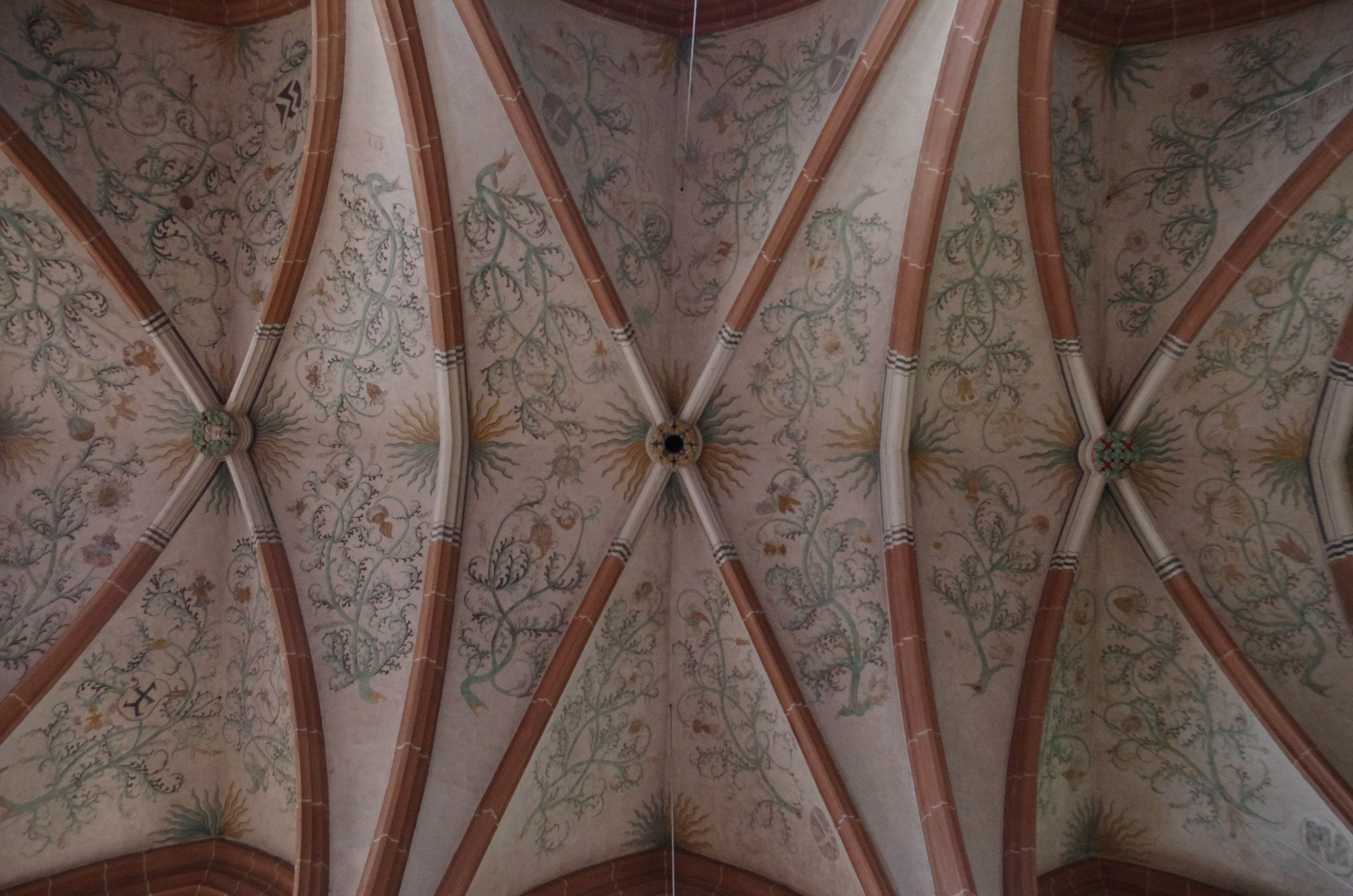
Decke mit Blattmaske im linken Schlussstein

Nach dem Brand rief Landgraf Heinrich III. in ganz Hessen zu Spenden auf, um die Kirche wieder aufzubauen. 1478 stattete man das Gewölbe mit Deckenmalereien aus, die im Laufe der Jahrhunderte übermalt, aber bei einer Restaurierung 1957 wieder freigelegt wurden. Die einzelnen Joche sind mit grünem Rankenwerk und bunten Blumen ausgemalt. Dazwischen sind Zunftzeichen angebracht, die auf die Hilfe der Zünfte beim Wiederaufbau hinweisen. In einem Gewölbezwickel ist noch eine kleine Marienfigur mit Kind erkennbar.
Nach der Reformation in Hessen wurde die Kirche ein protestantisches Gotteshaus. Als Frankenberg bei der Teilung der Landgrafschaft Hessen-Marburg 1604 zu Hessen-Kassel kam, setzte Landgraf Moritz aufgrund seines reformierten Bekenntnisses das aus seiner Sicht biblische Bilderverbot rigoros durch und ließ in seinem Land die Heiligenstatuen und anderen christlichen Darstellungen in allen Kirchen zerstören. Dadurch gingen 1606 zahlreiche Kunstschätze unwiederbringlich verloren. Ein Teil der geretteten Figuren befinden sich heute im Kreisheimatmuseum des Klosters St. Georgenberg, ebenso wie die von Philipp Soldan geschnitzten Balkenköpfe der Empore, welche Mitte des 19. Jahrhunderts ausgebaut wurde. Besonders sehenswert sind heute im Chor der Kirche die Scheiben mit gotischer Glasmalerei aus der Mitte des 14. Jahrhunderts, die reliefartige Darstellung der Gethsemanegeschichte, das Sakramentshäuschen, die Steinkanzel von 1554 sowie die Deckenmalereien.
1624 kamen Marburg und Frankenberg zu Hessen-Darmstadt, und wie alle Kirchen der Region wurde die Liebfrauenkirche wieder lutherisch und blieb es auch nach der Wiedereingliederung nach Hessen-Kassel (vgl. Konfessionsverhältnisse in der Landgrafschaft Hessen-Kassel). Eine reformierte Gemeinde entstand ab 1662 an der Hospitalkirche.

## Orgel

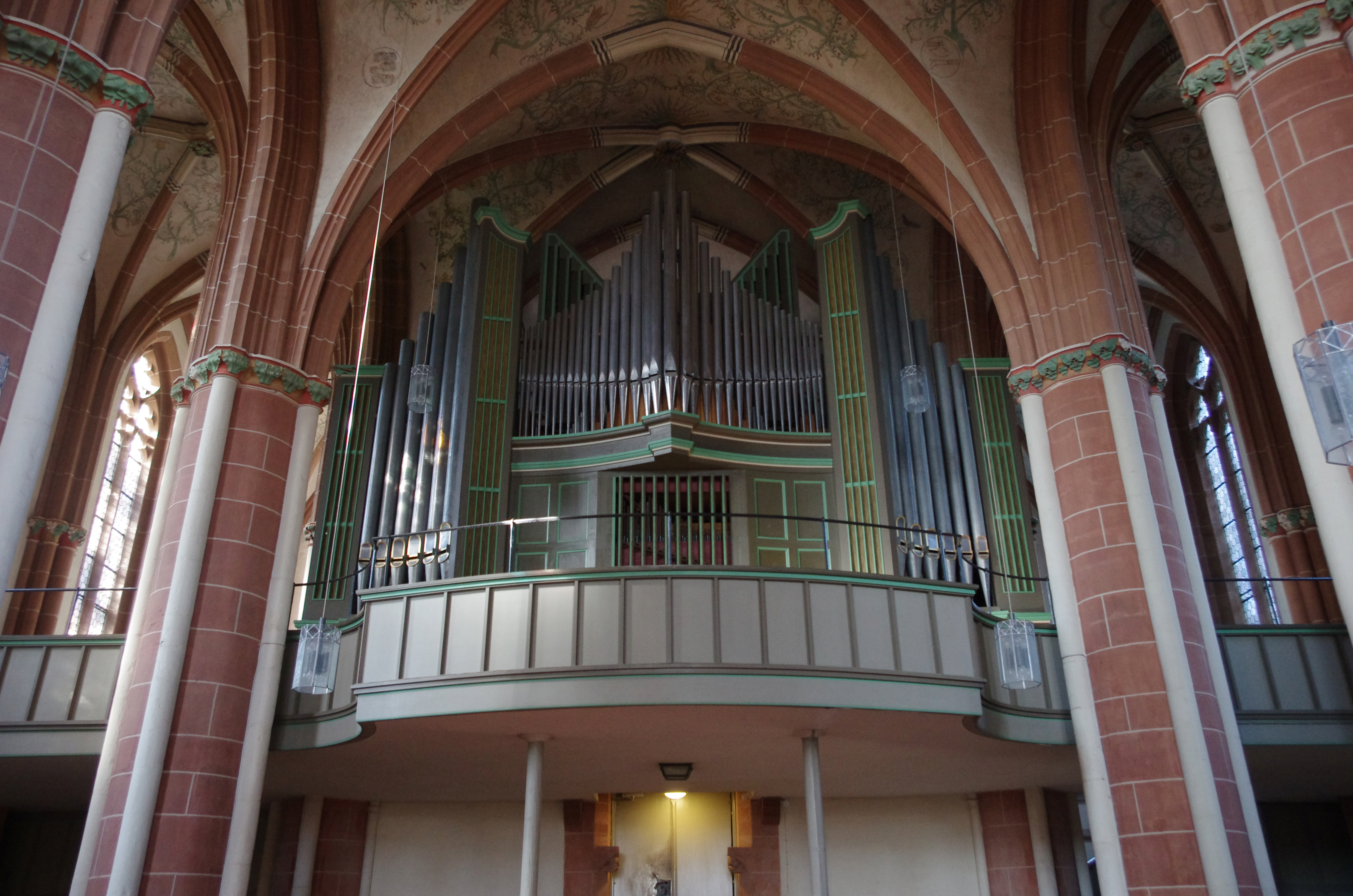
Blick auf die Orgel

An die Stelle der Seuffert-Orgel aus dem aufgelösten Kloster Grafschaft trat im 20. Jahrhundert die große Orgel der Frankenberger Orgelbaufirma Wolfgang Böttner (1970/71 gebaut) mit 2950 Pfeifen. Das Schleifladen-Instrument hat 41 Register auf drei Manualen und Pedal. Die Registertraktur ist elektrisch.
| I Schwellwerk C–g3 |        |
| Grobgedackt        | 8′     |
| Weidenpfeife       | 8′     |
| Prinzipal          | 4′     |
| Koppelflöte        | 4′     |
| Rohrnasat          | 2 ⁄3′  |
| Trichterflöte      | 2′     |
| Terz               | 1 3⁄5′ |
| Prinzipalquinte    | 1 ⁄3′  |
| Septime            | 1 ⁄7′  |
| Sifflöte           | 1′     |
| Scharff IV         | 1′     |
| Dulzian            | 8′     |
| Tremulant          |        |

| II Hauptwerk C–g3 |       |
| Rohrpommer        | 16′   |
| Prinzipal         | 8′    |
| Spitzgedackt      | 8′    |
| Oktave            | 4′    |
| Nachthorn         | 4′    |
| Prinzipalquinte   | 2 ⁄3′ |
| Oktave            | 2′    |
| Waldflöte         | 2′    |
| Sesquialter III   |       |
| Mixtur VI         | 1 ⁄3′ |
| Zimbel III        | 1⁄2′  |
| Trompete          | 8′    |

| III Brustwerk C–g3 |        |
| Rohrflöte          | 8′     |
| Gedackt            | 4′     |
| Prinzipal          | 2′     |
| Gemsquinte         | 1 ⁄3′  |
| Zimbel IV          | 2⁄3′   |
| Hörnlein II        | 1 3⁄5′ |
| Krummhorn          | 8′     |
| Tremulant          |        |

| Pedalwerk C–f1 |        |
| Prinzipalbaß   | 16′    |
| Subbaß         | 16′    |
| Oktavbass      | 8′     |
| Rohrgedackt    | 8′     |
| Gemshorn       | 4′     |
| Oktavbass      | 4′     |
| Dolcan         | 2′     |
| Hintersatz V   | 5 1⁄3′ |
| Posaune        | 16′    |
| Trompete       | 8′     |